# 志摩市道里鹿谷線
志摩市道里鹿谷線（しましどう さとしかだにせん）は三重県志摩市阿児町甲賀を通る市道。阿児町甲賀の集落と国道260号を結ぶ役割を果たす。2013年3月1日三重県告示第130号により廃止されるまでは、三重県道728号里鹿谷線（みえけんどう728ごう さとしかだにせん）という一般県道であった。

## 概要
2013年3月1日付で、志摩市道里鹿谷線となり、三重県から志摩市へ移管された。ただし歩道部分は三重県道129号磯部大王自転車道線として三重県道728号里鹿谷線とは別の県道認定を受けているため、県管理のまま残された。

### 県道時代の路線データ
- 起点：志摩市阿児町甲賀字前田2612番2[1]（三重県道61号磯部大王線交点）
- 終点：志摩市阿児町甲賀字鹿谷3101番12[1]（国道260号交点=甲賀口交差点）
- 総延長：1,923 m
- 指定最高速度：50 km/h[5]
  - 平均旅行速度：34.2 km/h[5]
- 道路改良率：100%[5]
- 道路部幅員：11.6 m[5]
- 車道部幅員：6.5 m[5]
- 歩道幅員：上り=2.5 m、下り=2.6 m（両側歩道設置率 5.3%）[5]
- バス路線延長率：0%[5]

## 路線状況

### 重複区間
- 三重県道129号磯部大王自転車道線（全線）：志摩市道里鹿谷線の歩道部分に相当する[4]。

### 甲賀口交差点

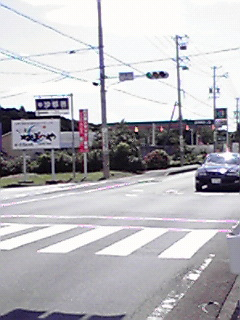
甲賀口（2008年8月撮影）
手前の道は国道260号。
里鹿谷線は左折。

交通信号機のある交差点であり、3か所の横断歩道が設置されている。ただし歩行者用信号機は1か所しか設置されていないため、志摩市から三重県警察本部へ歩行者用信号機を増設するよう要望を出している。
- 阿児町立神と志摩市立東海小学校・東海中学校を結ぶ通学路として利用される、志摩市道中学校線が甲賀口交差点に接続する[6][7]。市道中学校線は見通しが悪く、自動車が通行区分帯をはみ出して走行することがあるため、志摩市では沿道の樹木伐採等を進めている[6]。
- 同名のバス停がある[8]。御座港行きと鵜方駅前・磯部バスセンター・伊勢市駅前方面行きに乗車できる[8]。
- 付近にはガソリンスタンド「中川物産（N-OIL）甲賀口給油所」[9]とファミリーマート志摩こうか店（旧サークルK）がある[10]。

### 利用状況
東海小学校・東海中学校への通学路として利用される。
2005年⇒2010年のデータ（道路交通センサスによる。）
| 地点             | 平日24時間交通量 | 休日24時間交通量 |
| 志摩市阿児町甲賀 | 3,551台⇒3,256台  | 2,690台⇒2,248台  |

## 地理

### 通過する自治体
- 三重県志摩市

### 接続路線
- 三重県道61号磯部大王線
- 国道260号[7]
- 志摩市道中学校線[7]

### 主な沿線の施設
- 志摩市立東海中学校[7]
- 志摩市立東海小学校[7]
- えがお志摩保育園[7]

## 歴史
- 1959年（昭和34年）1月25日 - 三重県道728号里鹿谷線として路線認定[11]。
  - 路線認定区域：志摩郡阿児町甲賀字里 から 同郡同町同字鹿谷 まで[11]
- 1991年（平成3年）3月 - 全面開通[2]。
- 2007年（平成19年）4月1日 - 路線認定の一部改正[3]。
  - 路線認定区域：志摩市阿児町甲賀字里 から 志摩市阿児町甲賀字鹿谷 まで[3]
- 2013年（平成25年）3月1日 - 三重県道728号里鹿谷線を廃止[3]。志摩市へ移管し、志摩市道里鹿谷線となる[1]。